# Мостище (Конотопський район)
Мости́ще — село в Україні, у Кролевецькій міській громаді Конотопського району Сумської області. Населення становить 23 осіб. До 2017 орган місцевого самоврядування — Грузчанська сільська рада.

## Географія
Село Мостище знаходиться на правому березі річки Реть, вище за течією на відстані 1,5 км розташоване село Грузьке, нижче за течією на відстані 1,5 км розташоване село Артюхове, на протилежному березі — місто Кролевець. Також біля села протікає річка Грузька (притока Реті). Село оточене лісовим масивом (дуб). Поруч проходять автомобільна дорога Т 1907 та залізниця, станція Реть за 1,5 км.

## Назва
З боку Кролевця до села Грузьке через повноводну Реть було важко добиратись, тож люди, шукаючи коротший шлях через болото з боку Подолова, намостили з колод гать, тому й хутір, який з'явився тут згодом, отримав назву Мостище.

## Історія
12 червня 2020 року, відповідно до розпорядження Кабінету Міністрів України № 723-р «Про визначення адміністративних центрів та затвердження територій територіальних громад Сумської області», село увійшло до складу Кролевецької міської громади.
19 липня 2020 року, в результаті адміністративно-територіальної реформи та ліквідації Кролевецького району, увійшло до складу новоутвореного Конотопського району.

## Символіка
Герб містить зображення трьох колод на чорному тлі та зображення молотка на червоному тлі. Герб містить приховане зображення чорного моста на жовтому тлі (є промовистим). Колоди на чорному тлі означають гаті через багнисту болотяну місцевість. Молоток символізує забивання паль при будівництві таких споруд. Крім того дехто може побачити замість молотка вісь транспортного засобу з одним лише колесом, що можна охарактеризувати виразом "Їзда по багнистій місцевості коштувала їм колеса".